# Jerry i paczka
Jerry i Paczka (ang. The Three Friends and Jerry) – szwedzko-brytyjsko-niemiecki serial animowany, 22 min. Stworzony przez TV Loonland (wytwórnię, która wyprodukowała również serial Bliźniaki Cramp). Serial emitowany był na kanale Jetix. Z początku emitowany był w wersji z lektorem, dopiero w 2006 roku pojawiła się wersja z dubbingiem. 2 kwietnia 2007 pojawiła się na Jetix druga wraz z trzecią, seria serialu. Serial opowiada o wesołym, choć czasami również ciężkim, życiu dziesięciolatków. Gdy Jetix stał się Disney XD, program był przenoszony i emitowany od 2009 do 2013 roku.

## Opis fabuły
Jerry, jeden z głównych bohaterów od niedawna mieszka w Carlssonville. Próbuje zaprzyjaźnić się z „Paczką” do której należą: Frank, Thomas i Eric. Życie, jakie wiodą chłopcy, na pozór wydaje się fantastyczne, ale tak naprawdę – aż roi się od problemów! Wymagające śmiałości i fantazji wyzwania, konieczność nieustannego popisywania się przed rówieśnikami tworzyły nieraz w tym serialu zabawne elementy sytuacyjne! Bohaterowie filmu są nimi zafascynowani, szczególnie Lindą, kuzynką Franka. Linda nie interesuje się rówieśnikami – jej uwagę przyciągają starsi i dobrze ubrani chłopcy. I doskonale wie, jak postępować, by owinąć ich wokół małego palca. Niestety, wywiera wielki wpływ na swoje dwie przyjaciółki, Mimmi i Tess. Dziewczyny zawsze trzymają się razem, ale o wszystkim decyduje Linda. Dlatego szanse naszych bohaterów nie są duże.

## Bohaterowie

### Główni
- Jerry – drobny, pogodny blondyn w żółtej bluzie i niebieskich spodniach, jedynak, syn nauczyciela wychowania fizycznego, niezgłębiona kopalnia szalonych pomysłów. Jego delikatna, „dziewczęca” uroda pozwoliła mu wygrać dwa konkursy piękności dziewczyn (sic!), mimo jego wystających ząbków, upodobniających go do świnki morskiej. Jerry to jeden z głównych bohaterów serialu. Polski tytuł serii może błędnie sugerować, że Jerry jest najważniejszy, w rzeczywistości to chłopiec, który mieszka od niedawna w Carlssonville, miasteczku, w którym rozgrywa się akcja serialu i który bezskutecznie stara się wkupić w łaski „Paczki” i jej szefa, Franka. I chociaż „Paczka” uważa go często za piąte koło u wozu, to gdy Jerry wraz z rodziną się wyprowadza, okazuje się, że jest niezastąpiony.
- Frank – przywódca „Paczki” i jej założyciel. Dominuje nad jej pozostałymi członkami i nie dopuszcza Jerry'ego do jej grona choć często w pierwszej serii przydzielił Jerry'ego do „Paczki”. Nosi niebieski T-shirt z cyfrą 1 i czarne spodnie. Jest niemal łysy i jeszcze nie wszystkie zęby stałe mu wyrosły, przez co uważany jest za najbrzydszego chłopca. Z natury choleryk i kombinator. Bezskutecznie próbuje zdobyć serce Lindy, która jest jego daleką kuzynką. W dalszych odcinkach przypadkowo zakochuje się w Mimmi pisze dla niej wiersze miłosne itd.
- Thomas – jeden z trzech członków „Paczki”, zdominowany przez jej przywódcę, Franka. Jego cechą charakterystyczną jest ogromna zielona czapka, której w zasadzie nigdy nie zdejmuje (w jednym z odcinków miał zamiast niej zimową czapkę) i nie wiadomo co ma na głowie, zielone szorty i czerwony sweter. Ma duszę artysty, uwielbia taniec i zwierzęta, z czym niestety musi się kryć z obawy przed wyśmianiem.
- Eric – długowłosy blondyn, jeden z członków „Paczki”, noszący czarne spodnie, korki i zielony T-shirt, z reguły cichy i zdominowany przez Franka. Tylko jego pomysły akceptuje Frank. Jest fanem piłki nożnej i najlepszym graczem w szkole. To właśnie w nim skrycie kocha się Tess.
- Linda – wysoka, pretensjonalna blondynka, dziesięciolatka od najmłodszych lat wychowywana na gwiazdę. Jest bystra, inteligentna i wie, czego chce w życiu. Marzy jej się sława i kariera modelki. Jako najładniejsza dziewczyna w klasie jest przedmiotem westchnień głównych bohaterów. Ona jednak jest zainteresowana tylko starszymi, bogatymi i dobrze ubranymi chłopcami. Jako nieoficjalna przywódczyni grupy dziewcząt narzuca swoje poglądy Mimmi i Tess. Jest daleką kuzynką Franka, co uważa za największą niesprawiedliwość dziejową.
- Mimmi – jedynaczka, córka najbogatszego człowieka w Carlssonville, Roya Johnsona. Drobniutka, skośnooka brunetka z nieodłącznymi kitkami. Często uważa swoje bogactwo za swój główny atut. Jest zdominowana przez Lindę. Skrycie kocha się w Jerrym i w Thomasie.
- Tess – siostra Tony'ego, blondynka z nieodłączną spinką we włosach. Należy do paczki dziewcząt. Skrycie podkochuje się w Ericu. Romantyczka.

### Drugoplanowi
- Tony – brat Tess, fan motocykli i heavy metalu. Ma 16 lat, więc z punktu widzenia 10-letniej Lindy jest dorosły, a więc godny uwagi. Jednak Tony ma już dziewczynę, Monikę i nie jest zainteresowany bliższymi kontaktami z „przedszkolakami”.
- Roy Johnson – ojciec Mimmi, właściciel sklepu spożywczego, najbogatszy człowiek w Carlssonville, który wie, że za pieniądze można mieć wszystko i każdego.
- Wuefista – ojciec Jerry'ego, wymagający nauczyciel, fan wszelkiego sportu i ćwiczeń fizycznych, choleryk. bardzo łatwo wyprowadzić go z równowagi, przez co jest postrachem dla bohaterów. W rzeczywistości ma jednak dobre serce.
- Nauczycielka – nigdy nie nazwana po imieniu krótkowłosa kobieta, która uczy klasę bohaterów kreskówki. Zawsze spokojna i opanowana. Paczka nie znosi jej i chcieliby zesłać ją daleko w kosmos aby tylko nie mieć lekcji.
- Dick – ksiądz, proboszcz miejscowej parafii. Stara się pomagać innym ale nie jest bez wad. Zamiast spowiedzi prowadzi własny program radiowy, w którym udziela porad i rozwiązuje duchowe rozterki. Zapalony ogrodnik i w tajemnicy słucha heavy metalu, ogląda horrory i czasami wywołuje duchy (w zakazanym odcinku "Genie in the Glass").
- Monica – ekspedientka w sklepie Roya i dziewczyna Tony'ego. Chłopcy są w niej tajemniczo zakochani.
- Bertwhistle – sąsiad Jerry'ego, mąż Ingrid. Wieczny pijak i obibok. Wuefista nienawidzi go. Mówi że jest śmierdzielem itd.
- Albert Whistle – starszy człowiek, najprawdopodobniej ojciec Bertwhistle'a, miłośnik materiałów wybuchowych i amant sprzed lat.
- Oskar – niegdyś szanowany i bogaty członek lokalnej społeczności, dziś lump i leń mieszkający w starej rozklekotanej szopie. Często określany jako „złośliwy” co charakteryzuje jego podejście do innych mieszkańców. Wygrał w totka. Tak zaszalał, że aż nie miał pieniędzy aby za to wszystko zapłacić.
- Katherina Pantkyin – nauczycielka jazdy figurowej na łyżwach, w odcinku pt. Tajna Misja uczyła tańca Thomasa, a w odcinku pt. Panna Jerry prowadziła konkurs piękności.
- Panna Jones – nauczycielka, która przyszła na „zastępstwo” i w której zakochali się Jerry, Eric i Thomas. A przez to zauroczenie Eric nie grał w turnieju piłkarskim i drużyna chłopaków odniosła sromotną porażkę.

## Spis odcinków
| N/o            | Polski tytuł                | Angielski tytuł           |
| -------------- | --------------------------- | ------------------------- |
|                |                             |                           |
| SERIA PIERWSZA |                             |                           |
|                |                             |                           |
| 01             | Całowanie Lindy             | Kissing Linda             |
| 01             | Napad na bank               | Bank Robbery              |
| 01             | Mrowisko                    | Ant Hill                  |
|                |                             |                           |
| 02             | UFO                         | UFO-Spotting              |
| 02             | Po hamulcach                | Brake Slamming            |
| 02             | Cyrk                        | The Circus                |
|                |                             |                           |
| 03             | Pierwsza praca              | Work Experience           |
| 03             | Szczekając pod złym drzewem | Barking Up The Wrong Tree |
| 03             | Konkurs piękności           | The Beauty Contest        |
|                |                             |                           |
| 04             | Gwiazdy w twoich oczach     | Stars In Your Eyes        |
| 04             | Moda                        | Fashion                   |
| 04             | Bitwa na śnieżki            | The Snowball Fight        |
|                |                             |                           |
| 05             | Hokej na lodzie             | Ice Hockey                |
| 05             | Mój przyjaciel mrówka       | My Friend Is An Ant       |
| 05             | Czysty i schludny           | Neat And Tidy             |
|                |                             |                           |
| 06             | Impreza u Tony'ego          | Tony's Party              |
| 06             | Wyprawa na ryby             | The Fishing Trip          |
| 06             | Kolędowanie                 | Carol Singing             |
|                |                             |                           |
| 07             | Morza południowe            | South Sea                 |
| 07             | Klub                        | The Club House            |
| 07             | Maszyna fałszerska          | The Forging Machine       |
|                |                             |                           |
| 08             | Kowboje                     | Cowboys                   |
| 08             | Dostawa                     | The Delivery              |
| 08             | Przyjęcie dla seniorów      | Old People's Party        |
|                |                             |                           |
| 09             | Naukowcy to my              | Scientists 'R' Us         |
| 09             | W namiocie                  | Camping                   |
| 09             | Bumerang                    | Boomerang                 |
|                |                             |                           |
| 10             | Strach ma wielkie oczy      | Frightening Fifth Form    |
| 10             | Szczęśliwy dzień Jerry'ego  | Jerry's Lucky Day         |
| 10             | Pułapka na dziewczyny       | Catch The Girl            |
|                |                             |                           |
| 11             | Pchli targ                  | The Flea Market           |
| 11             | Wszy                        | Head Lice                 |
| 11             | Supermarket                 | Supermart                 |
|                |                             |                           |
| 12             | Kuzyn ze wsi                | Country Cousin            |
| 12             | Tajna misja                 | Secret Mission            |
| 12             | Hakerzy                     | Hackers                   |
|                |                             |                           |
| 13             | Polowanie na łosia          | The Moose Hunt            |
| 13             | Oszustwo i klątwa           | Cheat And Curse           |
| 13             | Wystawa gryzoni             | The Rodent Exhibition     |
|                |                             |                           |
| SERIA DRUGA    |                             |                           |
|                |                             |                           |
| 14             | Muzeum                      | Museum                    |
| 14             | Wschodnie sztuki walki      | Martial Arts              |
|                |                             |                           |
| 15             | Bal kostiumowy              | Costume Party             |
| 15             | Przyjęcie świąteczne        | Christmas Party           |
|                |                             |                           |
| 16             | Opieka nad dziećmi          | Babysitting               |
| 16             | Romeo i Julia               | Romeo & Juliet            |
|                |                             |                           |
| 17             |                             | Genie in the Glass        |
| 17             | Forbidden Fruit             |                           |
|                |                             |                           |
| 18             | Trojaczki                   | Triplets                  |
| 18             | Babskie ciuchy              | Girls Clothes             |
|                |                             |                           |
| 19             | Gang Łosia                  | Moose Gang                |
| 19             | Obóz przetrwania            | Survival Camp             |
|                |                             |                           |
| 20             | Odwiedziny z kosmosu        | Visitors From Outer Space |
| 20             | Bezpański pies              | Stray Dog                 |
|                |                             |                           |
| 21             | Zastępstwo                  | The Substitute            |
| 21             | Talent ogrodniczy           | The Green Thumb           |
|                |                             |                           |
| 22             | Utracona arka               | The Lost Ark              |
| 22             | Jazzowe objawienie          | Jazz Prodigy              |
|                |                             |                           |
| 23             | Korespondencyjna miłość     | Pen Pal                   |
| 23             | Sprawy rodzinne             | Family Matters            |
|                |                             |                           |
| 24             | Zaloty dla początkujących   | Wooing For Beginners      |
| 24             | Okulary                     | Glasses                   |
|                |                             |                           |
| 25             | Woźny                       | The Caretaker             |
| 25             | TV Plotka                   | TV Gossip                 |
|                |                             |                           |
| 26             | Lekcja ruchu drogowego      | Traffic Sense             |
| 26             | Panna Jerry                 | Miss Jerry                |
|                |                             |                           |
| SERIA TRZECIA  |                             |                           |
|                |                             |                           |
| 27             | Show Juniora                | Junior Show               |
| 27             | Supermodel                  | Super-model               |
|                |                             |                           |
| 28             | Nasz syn jest strusiem      | Our Son Is An Osrich      |
| 28             | Granica wieku               | Age Limit                 |
|                |                             |                           |
| 29             | Przyjęcie w ogrodzie        | Garden Party              |
| 29             | Człowiek śniegu             | Snowman                   |
|                |                             |                           |
| 30             | Ściekodyle                  | Sewergators               |
| 30             | Przeprowadzka               | The Move                  |
|                |                             |                           |
| 31             | Taniec z gwiazdami          | Dance Mania               |
| 31             | Wykopaliska                 | Archaeological Dig        |
|                |                             |                           |
| 32             | Kurtka III                  | Jacket III                |
| 32             | Weterani górą               | Veteran Rock              |
|                |                             |                           |
| 33             | Wiosenne uczucia            | Spring Feelings           |
| 33             | Kakadu                      | Cockatoo                  |
|                |                             |                           |
| 34             | Sądny dzień                 | Judgement Day             |
| 34             | Leczenie fobii              | Curing Phobias            |
|                |                             |                           |
| 35             | Lunatyk                     | Sleepwalker               |
| 35             | Gazetka szkolna             | School Paper              |
|                |                             |                           |
| 36             | Najdłuższe ciasto świata    | Record Cake               |
| 36             | Cudowny krem                | Miracle Cream             |
|                |                             |                           |
| 37             | Instruktorka pływania       | Swimming Teacher          |
| 37             | Magiczne sztuczki           | Magic Tricks              |
|                |                             |                           |
| 38             | Hodowla żab                 | Frog Collection           |
| 38             | Nocna sowa                  | Night Owl                 |
|                |                             |                           |
| 39             | Igrzyska olimpijskie        | Olympic Games             |
| 39             | Tajemnicze pudełko          | Secret Box                |
|                |                             |                           |

## Opis odcinków
- 1a) Całowanie Lindy

Paczka była na WF-ie. W pewnym momencie Frank zauważył Lindę i na jego twarzy pojawiły się rumieńce. Jerry powiedział, że w jego starej szkole nie było problemu z dziewczynami. Założył się z nim o 2 dolary, że poderwie Lindę w ciągu jednego dnia. Kiedy Frank wrócił do domu, jego matka powiedziała mu dwie rzeczy. Pierwszą było zatrudnienie się cioci Agness na stołówce w jego szkole a drugie to to, że Linda będzie przez weekend. Frank ucieszył się z drugiego. Kiedy do jego pokoju przyszła Linda żująca gumę do żucia, Frank chciał ją pocałować. Linda nadmuchała balona i Frank go pocałował. Wtedy guma rozmazała się na jego twarzy. Do pokoju weszły Tess i Mimmi. Mimmi zapytała go jaki lubi smak gumy, a Tess dodała "A może smak języczka?". Drugiego dnia Frank przyszedł na stołówkę oburzony, ale podbiegła do niego ciocia Agness. Zaczęła się z nim wygłupiać, aż go posadziła na krześle. Po szkole zakład miał być rozstrzygnięty – Jerry pocałował (za pozwoleniem, w zamian za pieniądze) Lindę. Parę minut później Linda przyszła do Jerry'ego i zabrała mu forsę, którą wygrał zakładając się z Frankiem.
- 1b) Napad na bank

Pewnego dnia nauczycielka powiedziała, że podzieleni na grupy uczniowie mają zebrać pieniądze dla dzieci z 3. świata. Linda powiedziała, że można czyścić ludziom buty, czy wyprowadzać psy. Po czym chłopcy powiedzieli że zbiorą więcej pieniędzy niż dziewczyny. Jerry zaproponował aby pozbierać puszki. Przy fabryce było ich mnóstwo. Przechodzący obok policjanci zobaczyli że Thomas niósł worek, skojarzyło mu się to z gangiem "dzieciaków" który rano napadł na bank, wezwali wsparcie, lecz radia policyjnego słuchał też reporter lokalnej telewizji. Wziął przyjaciół do Wana i zawiózł do studia telewizyjnego. Obiecał im za to 10 tys. dolarów. Lecz po wywiadzie pojawiła się policja. Chciała zamknąć w więzieniu paczkę, lecz pojawił się prawdziwy gang, powiedzieli że domagają się swoich praw, a policja prawa te wyegzekwowała. Reporter nie dał im ani centa, a dyrektor trzymał pełny worek puszek, za które dostał później 15 dolarów. Paczka zaś dostała po skarbonce, no i naganę od nauczycielki.
- 1c) Mrowisko

Frank pędził na spotkanie u siebie z Lindą. Pojechał rowerem na skróty przez lasek brzozowy. Wjechał na kamień i wpadł głową w mrowisko. Po przyjściu do domu zamiast gadać i podrywać Lindę, mama zaprowadziła go do wanny i kazała się umyć. Frank następnego dnia opowiedział swój plan zniszczenia mrowiska Thomasowi i Ericowi, którzy bez wahania się zgodzili, poszli po szkole do lasku brzozowego. Natychmiast przyszedł Jerry i kategorycznie zabronił niszczenia mrowiska, ponieważ zbierał mrówki, w zamian zaproponował zatopienie lasku. To się nie udało. Jerry pokazał Paczce swoją kolekcję mrówek, ale przypadkowo poślizgnął się o keczup i rozwalił słoik z mrówkami. Przyszła jego matka, zemdlała na widok mrówek i trafiła do szpitala.
- 2a) UFO

Pewnego dnia w południe trzej chłopcy błądzili bez celu w ogrodzie Thomasa, kiedy pojawił się Jerry i powiedział, że przeczytał w Gazecie o tym, że ktoś w okolicy widział UFO. Chłopcy nie wierzyli Jerry'emu, ale dali się namówić na wieczorną wyprawę, namówił (głównie dzięki napojom i słodyczom) też dziewczyny. Gdy wieczorem wydawało się, że coś mają, okazało się, że to wuefista na wieczornym joggingu. Po odejściu dziewczyn chłopcy zobaczyli... prawdziwy pojazd kosmiczny! Kosmici wciągnęli tam Franka, który wyszedł z dwoma antenkami wbitymi w głowę i w kółko powtarzał "zbadaj i zapamiętaj". Frank poszedł pod dom Roya Johnsona i zaczął za pomocą nitki i kawałka żywicy wydawać dźwięk najgorszej kociej muzyki, co rozzłościło Roya, który natychmiast wyrzucił Franka ze swojej posesji, przyjaciele obserwowali go z ukrycia za krzakiem. Uderzenie o ziemię spowodowało powrót Franka do normalności. Następnego dnia dziewczyny nie chciały uwierzyć w opowieści chłopców, a na dodatek Frank nic nie pamiętał. Uderzył się o budynek szkoły i znów powtarzał wymienione powyżej słowa, goniąc Thomasa po boisku szkolnym. Trzej przyjaciele nie mogli w to uwierzyć.
- 2b) Po Hamulcach

Frank miał urodziny, na które dostał używany, ale wyglądający jak nowy dwuprzerzutkowy rower na kontrę. Zrobił kapitalnie długi ślad co zaimponowało stojącym obok dziewczynom. Nagle pojawił się Jerry i powiedział, że to nic, i że w domu ma puchar mistrzostw świata w gwałtownym hamowaniu, co również spodobało się dziewczynom, które zaproponowały zawody. Jerry był pierwszy. Jego ślad miał 1,60 m, zaś ślad zrobiony przez Franka miał aż 2,20 m. Frank nie mógł się zatrzymać i wpadł do sklepu Roya Johnsona, w którym była Monica. Frank wpadł do stoiska z jajkami. Jajko kapało na jego głowę i Monica pomagała Frankowi ścierając jajko. Jednak rower Franka po chwili został brutalnie przejechany przez ciężarówkę. Następnego dnia chłopcy bawili się w więzienie. Po godzinach upokorzeń jako więzień Frank powiedział, że musi iść na obiad. Po około godzinie wrócił na... nowym 21-przerzutkowym rowerze z ręcznymi hamulcami! Nowy rower od razu zaimponował chłopcom. Jerry, który także w międzyczasie pojawił się w młynie, powiedział „Mógłbyś na zawsze mieć puchar”. Frank wiedział co musiał zrobić; pożyczyć Jerry'emu rower, by ten pojechał do domu po puchar dla Franka. Po tym jak Jerry pojechał, długo nie wracał. Okazało się, że Jerry miał wypadek. Uderzył na rowerze w mur kościoła. Frank odebrał puchar w szpitalu na oddziale intensywnej terapii. Cieszył się, że zobaczył intensywną terapie i przedmioty mianego użytku. Z dumą obejrzał plakietkę na której napisane było „Pierwsze miejsce w Okręgowych Mistrzostwach Nauczycieli WF-u w Skoku w Dal”.
- 2c) Cyrk

Pewnego słonecznego dnia do miasteczka przyjechał cyrk, a jego główną atrakcją były strusie. Jerry postanowił, że przyprowadzi paczkę do namiotu ze zwierzętami. Gdy chcieli nakarmić sianem wielbłąda, Jerry wszedł, nie wiedząc, że za sianem znajdują się cenne strusie, które zgniotły nogami Jerry'ego i uciekły. Niestety, przy namiocie trzech chłopców widział dyrektor cyrku, który kazał im odnaleźć strusie. Jerry czuł się winny i postanowił im pomóc. Wskoczył na strusie, które popędziły w kierunku miasta. Dyrektor pozwolił chłopcom odpracować dług w czasie pokazu: Eric udawał akrobatę, Thomas nosił napoje i jedzenie, Frank sprzątał po zwierzętach. Dyrektor był bardzo zadowolony ze wkładu chłopców w cyrkowy pokaz, a gdy strusie pojawiły się nieoczekiwanie bez Jerry'ego, dał chłopcom 5 dolarów. Nagle podjechał autobus którym jechał Jerry i kierowca spytał „To twoi przyjaciele”, a Jerry odpowiedział „tak”. Kierowca wyrwał Frankowi 5 dolarów. No cóż, łatwo przyszło, łatwo poszło.
- 3a) Pierwsza praca

Nauczycielka postanowiła, że dzieci będą przez kilka dni pracować z dorosłymi pracownikami. Linda dostała pracę gwiazdy telewizji, Tess dostała pracę w fabryce czekolady, Mimmi dostała pracę u kosmetyczki, Jerry dostał pracę leśniczego, a Frank, Thomas i Eric dostali pracę wuefisty. Paczka się bała, że ojciec Jerry'ego się na nich bardzo wkurzy. Jerry przeczytał książkę o rycerzach, którą wypożyczył z biblioteki. Paczka uważała wuefistę za swojego pana. Wuefista kazał chłopcom rozwiesić broszury na każdej stacji kontrolnej lasu (tak naprawdę to ich pierwsza praca jest w lesie). Wuefista mówił, że lokalizacje są zaznaczone na mapie. Wzięli mapę, ale złą. 3 przyjaciół rzuciło się w wir zadania. Przyczepiono broszury na drzewach. Wuefista organizował wyścig dookoła lasu jako eliminacje do okręgowych mistrzostw i wyścig się zaczął. Tymczasem Paczka szła niedaleko bagna. Frank myślał, że to pole i wlazł prosto w bagno. Frank pogrążył się jeszcze głębiej w bagnie, ale Thomasowi i Ericowi udało się uratować go zanim było za późno. Później Frank, Thomas i Eric odkryli, że wzięli złą mapę, bo Thomas zauważył na niej napis Plan kanalizacji leśnego centrum. Po zmierzchu 3 przyjaciół i wszystkich zawodników nie było widać. Ich rodzice zaczęli się martwić, bardzo martwić. Wtedy rodzice przyszli do lasu ze zmartwionymi minami. Wuefista mówił, że już czas na poszukiwania. Po długich godzinach błądzenia bez celu, 3 przyjaciołom było zmuszono przyznać się, że są zgubieni, bo tak było napisane w książce. Okazało się, że ten kto zostanie zgubiony to zaatakuje go czeluść piekła. Chłopców zaatakowała czeluść piekła. Wtedy pojawił się helikopter, w którym był wuefista i ich uratowano. Helikopter wrócił do leśniczówki, a tam zastano rodziców z dziećmi, bo je znaleziono gdy pojawił się pożar. Pojawiła się telewizja i dziękuje wuefiście w uratowaniu Franka, Thomasa i Erika od niebezpieczeństwa. Okazało się, że ten kto przysparza chwały swojemu "nauczycielowi WF-u" to zostanie nagrodzony. Frank i Thomas czuli, że będą bogaci, a Eric nie, bo zemdlał z powodu lotu helikopterem.
- 3b) Szczekając pod złym drzewem

W czasie wycieczki do miasta, Jerry i paczka odkryli, że Super TV przyjmują dzieci od 7 do 12 lat do nowego programu w TV i postanowili być gwiazdami. Ten program będzie pokazany w urodziny Franka i TV wzięli Jerry'ego i paczkę. Dzięki temu Jerry, Frank, Thomas i Eric stają się popularni w całym mieście. Nawet Linda zaczyna bardzo lubić Franka. Wreszcie nadszedł ten dzień. Rano Frank obchodził urodziny. Po południu, Jerry i paczka przyjechali do stacji TV i pędzili na program Szczekając pod złym drzewem, ale nie zostali wpuszczeni, bo mieli za dużo dzieci. Jerry i paczka byli rozczarowani. Nagle usłyszeli, że gość programu Wyśmianie i Poniżenie odszedł i Sorry Zagreb szukał zastępcy. Frank, Thomas, Eric i Jerry ciągają zapałki, żeby wybrać kto wystąpi. Jerry wygrał, ale pozwolił Frankowi wystąpić, bo to jego urodziny. Frank bierze udział w programie jako Stiggy Bociek i wszyscy się śmiali.
- 3c) Konkurs piękności

Nauczycielka kazała klasie przynieść na jutro zdjęcia z dzieciństwa. Frank widział, że ma brzydkie miny na każdym zdjęciu z dzieciństwa. Pomyślał, że obetnie swoją głowę i przyklei na innym zdjęciu. Jerry też miał problemy, bo miał kręcone włosy jako maluszek. Tymczasem Linda nie miała kłopotów ze zdjęciami. Mama Lindy pomyślała, że obejrzą film z konkursu piękności, który Linda przegrała. Włączyły film na wideo i oglądały. Przewodniczącym jury był Oskar, który był jeszcze szanowanym obywatelem. Roy chciał, żeby Mimmi wygrała. Oskar jest ślepy i wybrał brzydką dziewczynkę na miss młodej piękności. Nazajutrz Frank pokazał zdjęcie, ale wszyscy poznali, że to nie on. Linda pokazała zdjęcie swoje i Franka jako brzydkiego. Wszyscy się śmiali z Franka. Jerry przyczepił na tablicy swoje zdjęcie. Linda była zdenerwowana, że miss młodej piękności jest Jerry.
- 4a) Gwiazdy w twoich oczach

Nauczycielka i ksiądz postanawiają zrobić konkurs muzyczny Gwiazdy w twoich oczach, ale z miłą muzyką. Mimo tego, Jerry i paczka postanowili być heavymetalowcami i pożyczyli od Tony'ego płytę Dog Sun. Frank czuł, że inni wolą Lady Girls, którymi będą Linda, Mimmi i Tess, i Jerry postanowił trochę po zamieniać. W piątek wieczorem konkurs się zaczął. W szatni Linda, Mimmi i Tess nie znalazły strojów Lady Girls i znalazły stroje z lat 70. Okazało się, że Jerry, Frank, Thomas i Eric im zwinęli stroje Lady Girls. W czasie występu, Linda, Mimmi i Tess grają nie Lady Girls, tylko Słoneczną Rodzinę. Publika była zachwycona. Teraz jest występ Jerry'ego i paczki. Jerry i paczka grają Dog Sun, ale publika była zdenerwowana. Jerry, Frank, Thomas i Eric polecieli w publikę i trafili do szpitala. Wuefista chce wiedzieć skąd Jerry i paczka mają płytę i się przyznają. Przez to Tony kończy ćwicząc w sali gimnastycznej. Tymczasem ksiądz włączył muzykę i posłuchał.....Dog Sun! Okazało się, że w tajemnicy lubi Dog Sun.
- 4b) Moda

Linda, Mimmi i Tess chcą zauważyć swoich kolegów ładnie ubranych i Jerry i paczka postanowili zrobić to samo. W czasie wizyty w sklepie odzieżowym, Jerry, Frank, Thomas i Eric odkryli, że wszystko kosztuje za dużo i pomyśleli, że będą też mieć świetne fryzury. To też im się nie udało. Po powrocie do domu, Jerry zaproponował, że zrobią odjazdowe ubrania ze swoich ubrań i zetną i pofarbują włosy. Nazajutrz Jerry, Frank, Thomas i Eric przyszli na lekcje i tym razem jako....Fajni ludzie! Niestety Linda, Mimmi i Tess ciągle się z nich śmieją. Po lekcjach, pani fotograf znalazła Jerry'ego i paczkę i zaprosiła ich na sesję zdjęciową. W dzień po sesji, Linda, Mimmi i Tess uznały, że się myliły i Linda zaprasza Franka na randkę. Na ostatniej lekcji, odwiedził klasę Jimmy Harc z organizacji Pokolenie bez przemocy i mówił, że ci, którzy się ładnie ubierają, są chuliganami. Z tego powodu Linda odwołała randkę.
- 4c) Bitwa na śnieżki

Rada rodziców zaproponowała zbudować nowy dom dla Oskara. Roy nie chciał tego i mówił, że będzie otwarcie jego podwójnego garażu. Tymczasem Jerry, Frank, Thomas i Eric bawili się z Lindą, Mimmi i Tess na śnieżki. Linda, Mimmi i Tess mają zamek i Jerry zdecydował, że będą użyć tajnej broni zwaną katapulta. Jerry i paczka strzelili z katapulty wielką kulę śnieżną, ale kula leciała tak wysoko, że przeleciała nad zamkiem. Kula wylądowała w domu Oskara i rozwaliła dach i jedną ze ścian. Oskarowi zrobiło się zimno i Jerry został zmuszony zabrać Oskara do domu na czas remontu. 2 budowniczych dostała zadanie dostarczyć plany garażu Roya i domu Oskara. Gdy Jerry wziął Oskara do domu, 2 budowniczych jechała obok i przez Oskara miała wypadek. Jerry wreszcie wziął Oskara do domu, ale się bał, że wuefista będzie zdenerwowany jak zobaczy Oskara w domu. Jerry zauważył w kuchni swoich rodziców obchodzących 15 rocznicę ślubu. Jerry schował Oskara w piwnicy. Oskar włączył głośno muzykę i wypił perfumy mamy Jerry'ego. Wuefista i mama Jerry'ego zostali obudzeni przez muzykę. Gdy sprawdzili co jest, mama Jerry'ego zemdlała na widok wypitych perfum. Pomimo protestów Jerry'ego, wuefista znalazł Oskara w piwnicy. Wuefista wyrzucił Oskara z domu i ukarał Jerry'ego na 2 tygodnie. Tymczasem Paczka szopę naprawiła przez całą noc, a skończyła o świcie. Przyjechali robotnicy i zburzyli dom Oskara. Przy domu Roya jest tylko nowy dom Oskara, a na miejscu starego domu Oskara jest garaż Roya. Okazało się, że po wypadku, który zrobił Oskar 2 budowniczych przypadkiem zamieniła plany budowy garażu i domu.
- 5a) Hokej na lodzie

Jerry i paczka chcieli być graczami w hokeja i postanowili się nauczyć. Wuefista zgodził się na pomoc. W czasie przyjścia na lodowisko, Jerry, Frank, Thomas, Eric i wuefista zauważyli tam Katerinę Pantkin z Lindą, Mimmi i Tess ćwiczących jazdę figurową. Wreszcie nadszedł czas na hokeja, ale Jerry'emu i paczce nic to nie wychodzi. Wuefista prosi Lindę, Mimmi i Tess, żeby też grały w hokeja. Nastąpił mecz: Jerry i paczka kontra Linda, Mimmi i Tess. Jerry i paczka przegrywają, bo Linda, Mimmi i Tess miały przewagę. Trener hokeja zaprosił Lindę, Mimmi i Tess na pierwszy trening drużyny w czwartek. Katerina zaprosiła je też na tańce łyżwiarskie w przyszłym tygodniu i prosiła Jerry'ego i paczkę, żeby też wystąpili.
- 5b) Mój przyjaciel mrówka

Przybyła wystawa owadów. Artur z muzeum historii przyrody przyjechał i obejrzał każdego owada. Zaciekawiła go mrówka Jerry'ego i ją zabrał. Okazało się, że Artur chce zabić mrówkę. Jerry się starał uratować mrówkę, ale mu się ciągle nie udaje. W nocy mrówka ucieka od Artura i wraca do Jerry'ego.
- 5c) Czysty i schludny

W czasie drogi powrotnej ze szkoły, Jerry i paczka zauważyli niedaleko jezioro błota i robili zawody brudnych prosiaków. Gdy Frank wrócił i to brudny, mama Franka była zaskoczona. Następnego ranka gdy Frank jadł śniadanie, znowu się ubrudził. Mama Franka była zdenerwowana i kazała Frankowi być czystym cały dzień to dostanie 10 dolarów. Na lekcji biologii, odwiedził klasę hycel i mówił o wściekliźnie. Frank się nie zgadzał bawić się z Jerrym, Thomasem i Erikiem. Frank nie mógł im powiedzieć, że obiecał mamie 10 dolarów za pozostanie czystym do wieczora. Frank pomyślał, że będą grać w scrabble. Przed wyjściem do sklepu, mama Franka mówiła, że jak będą głodni albo spragnieni to wezmą z kuchni ciastka i napoje. Frank zakazał ciastek i napojów. Thomas i Eric zabrali Frankowi klucz i się zakradli do kuchni. Znaleźli napój czekoladowy i proponują bawić się pistoletami na czekoladę. Frank im kazał przestać, ale go nie słuchali. Jerry wziął z kuchni napój malinowy, ale się poślizgnął i upuścił napój. Napój leciał na Franka i dzięki manewrowi uniknął rozlania napojem. Mama Franka wróciła. Frank jej pokazał, że nie ma plamy i dostał 10 dolarów. Gdy mama Franka zauważyła bałagan i czekoladę w pokoju Franka, Frank został pozbawiony 10 dolarów. Frank zrobił się bardzo zły i Jerry, Thomas i Eric uważali, że Frank ma wściekliznę. Frank został zaatakowany i oblany czekoladą. Jerry, Thomas i Eric zadzwonili do hycla i Frank został zabrany do schroniska.
- 6a) Impreza u Tony'ego

Rodzice Tess i Tony'ego wyjechali na weekend. Tony urządził imprezę w sobotę. Wszyscy byli zaproszeni. Linda i Mimmi były także zaproszone. Frank, Thomas i Eric dowiedzieli się o imprezie i też chcieli być zaproszeni, ale Linda, Mimmi i Tess ich nie zaprosiły na imprezę. Przybył sobotni wieczór. Frank, Thomas i Eric szukali pomysłu na przyjście na imprezę. Jerry przyszedł i zaproponował, że będą udawać nastolatków. Frank stał na ramionach Jerry'ego, a Eric na ramionach Thomasa. Z powodu rękawów włożyli kije baseballowe i założyli na nie rękawice. Przyszli na imprezę. Wszyscy sądzili, że to koledzy Moniki z miasta. 2 gangsterów dowiedziała się o imprezie od prawdziwych kolegów Moniki i się pojawili. Frank pobił jednego z nich kijem i gangsterzy uciekli. Jerry, Frank, Thomas i Eric zaczęli tracić równowagę. Monica i jej koledzy przyszli. Jerry i Thomas się poślizgnęli o podłogę i upadli. Upadek spowodował zdemaskowanie Jerry'ego, Franka, Thomasa i Erika i ich wyrzucono z imprezy.
- 6b) Wyprawa na ryby

Jerry, Frank, Thomas i Eric postanowili połowić ryby na morzu. Po przyjściu do portu, rybak mówił, że ten kto złapie wielką rybę to dostanie nagrodę, ale to niespodzianka. Frank chciał mieć nagrodę, ale pojawiły się Linda, Mimmi i Tess, które też chcą łowić, ale dla nagrody. Po wypłynięciu na morze, Jerry postawił magnes przy kompasie. W czasie łowienia, Franka zaatakowała choroba morska. Linda, Mimmi i Tess mają przewagę. Wtedy pojawia się atak marynarki wojennej. Rybak zauważył magnes koło kompasu. Po powrocie do portu, Jerry odkrył, że Frank nadal łowi i Frank złapał wielką rybę. Rybak mówił, że nagrodą jest 4-dniowa wyprawa na ryby na morzu, ale jest problem: Frank ma chorobę morską.
- 6c) Kolędowanie

Jerry i paczka postanowili kolędować w Święta. Niestety Linda, Mimmi i Tess nie zgodziły się na kolędowanie z nimi. Bez dziewczyn nie będzie wśród kolędników Maryi. To wypadło na Jerry'ego i Jerry założył perukę. W czasie kolędowania, Jerry, Frank, Thomas i Eric dostali mnóstwo słodyczy i pieniędzy. Gdy szli dalej koło sklepu, Oskar się pojawił i zaczął panikować. Rzucił świece z ręki Erika na perukę Jerry'ego. Na szczęście Jerry się ukrył w śniegu. Linda, Mimmi i Tess się pojawiły i wreszcie się zgodziły na kolędowanie. Po kolędowaniu, Jerry, Frank, Thomas, Eric, Linda, Mimmi i Tess się starali podzielić pieniądze. Oskar się pojawił. Wszyscy uciekli, ale zostawili pieniądze dla Oskara.
- 7a) Morza południowe

Jerry'ego, Franka, Thomasa i Erika spotkały bolesne obowiązki, a Linda, Mimmi i Tess ich bardziej nienawidziły. Nazajutrz zauważyli balon obok sklepu. Weszli do balonu. Jerry odciął linę i polecieli nad światem. Wylądowali na wyspie na morzu południowym. Przywitały ich 3 plemienne dziewczyny, które wydały się znajome. Wszyscy się bawili. Plemienne dziewczyny mianowały Jerry'ego i paczkę członkami rodziny. Wieczorem Jerry, Frank, Thomas i Eric poznali resztę rodziny i tańczyli jak była kolacja. Następnego dnia, Jerry, Frank, Thomas i Eric zostali zmuszeni do obowiązków. Wieczorem kazano im iść do szkoły. Nazajutrz Jerry i paczka zauważyli przez okno przyjęcie. Chcieli uciec do balonu, ale rodzina ich porwała. Okazało się, że rodzina chce zjeść Jerry'ego, Franka, Thomasa i Erika. Frank obwiniał za to wszystko Jerry'ego. Chciał uciec, ale został schwytany i zjedzony. Frank obudził się w balonie. Okazało się, że to wszystko było snem.
- 7b) Klub

Frank, Thomas i Eric skończyli budować swój klub. Jerry chciał być członkiem, ale Frank mówił, że ten kto chce być członkiem musi zdać test. Testem było przypinanie do samochodu Roya kartkę z napisem nowożeńcy i starych puszek. Roy nie był z tego zadowolony. Mimmi pomyślała, że będą piec jabłka. Frank wytłumaczył Jerry'emu, że jest jeszcze jeden test. Jerry musiał w tym teście przebrać się za królika i dostarczyć buziakotelegram do Roya. Jerry zdał drugi test. Jerry dowiedział się, że są 3 testy. Jerry musiał w ostatnim teście zatkać komin domu Roya. Tymczasem Mimmi i Roy piekli jabłka. Jerry upuścił poduszkę i zatkał komin kawałkiem konara. Cały dom został otoczony zasłoną dymną. Frank, Thomas i Eric przyjęli Jerry'ego do klubu. Tymczasem Roy znalazł w kominie konar i zauważył obok drzewo z domkiem na drzewie. Roy wezwał Kena i kazał mu przeciąć drzewo piłą. Jerry, Frank, Thomas i Eric się ewakuowali z klubu i zauważyli rozwalające się drzewo. Roy krzyczał na chłopców. Po jego odejściu, Frank zwolnił Jerry'ego z klubu.
- 7c) Maszyna fałszerska

Nauczycielka mówiła klasie, że na dzień charytatywny klasa musi coś dać biednym. Jerry postanowił dać kasę i zaproponował zbudować maszynę do drukowania pieniędzy. Pomimo protestów Thomasa, że drukowanie pieniędzy jest przestępstwem, Jerry i paczka zbudowali maszynę i ją ukryli w szopie Oskara. Po wydrukowaniu pierwszego banknotu, Jerry i paczka wydali go na lody. Thomas jest zły, że mieli oddać pieniądze biednym i Jerry mówił, że będą to robić m.in. Następnego dnia, Jerry i paczka przyszli do Oskara, ale maszyna zniknęła. Jerry, Frank, Thomas i Eric zauważyli, że ją skradziono. Wtedy zauważyli Oskara bogatego z limuzyną, pieniędzmi i pięknymi kobietami. Myśleli, że to sprawka Oskara. Później Oskar został aresztowany za brak zapłaty. Okazało się, że Oskar nie wydrukował pieniędzy, tylko wygrał w toto-lotka. Oskar mówił, że wywalił maszynę. Jerry i paczka się przyznali. Pojawiła się Monica z okropnym banknotem i wściekłą miną na chłopców. Policja mówiła, że drukowanie pieniędzy to przestępstwo i Thomas mówił, że miał rację. Jerry i paczka ciężko pracowali, żeby zarobić dla biednych.
- 8a) Kowboje

Linda, Mimmi i Tess mówiły, że są dojrzałe i jadą gdziekolwiek chcą na koniach. Jerry i paczka postanowili im pokazać w stajni jak kowboje ujeżdżają konia(tak naprawdę chłopcy jeździli na koniach karuzeli). Linda, Mimmi i Tess przedstawiły Pierre'a, który jest ich trenerem od jazdy konnej. Linda, Mimmi i Tess dostały zadanie jechać na koniach po lesie. Jerry dostał zadanie sprzątać stajnię, a Frank, Thomas i Eric dostali zadanie jechać na kucykach. Podczas sprzątania Jerry przypadkiem zniszczył puchar. Jerry znalazł supermocny klej i ukrył się na strychu. Gdy Jerry sklejał puchar, resztki kleju rozlały się na jego spodnie. Pierre wrócił i zauważył zniknięcie pucharu. Pierre znalazł Jerry'ego na strychu i wszedł tam. Jerry przypadkiem się wychylał o okno strychu i spadł gubiąc puchar. Jerry wylądował na siodle konia Pierre'a zwanym Szalony Grimm. Linda, Mimmi i Tess były zachwycone widokiem jazdy Jerry'ego. Jerry próbował zsiąść z konia, ale nie mógł się uwolnić, bo był zbyt mocno przyklejony do siodła jak Paczka, Linda, Mimmi, Tess i Pierre świętowali jazdę Jerry'ego.
- 8b) Dostawa

Jerry dostał pracę w sklepie jako chłopiec na posyłki. Tymczasem Mimmi ma urodziny, ale jej rodzice zapomnieli o tym. Frank, Thomas i Eric dzwonili udając Roya, że zamawia ciastka, żelki, chipsy, truskawkowy napój i batoniki. Jerry był pewien, że to było zamówienie na przyjęcie urodzinowe Mimmi. Jerry dostarczył zamówienie, a Frank, Thomas i Eric za nim biegli. Mimmi była dumna z taty, że pamiętał o jej urodzinach i Jerry został zaproszony. Jerry stał się lokajem na urodzinach.
- 8c) Przyjęcie dla seniorów

Jerry, Frank, Thomas i Eric odwiedzili Alberta Whistle, który był kiedyś inżynierem. Jerry postanowił, że urządzą przyjęcie dla staruszków w szkole. Rada rodziców zgodziła się na tę zabawę. Tymczasem Tony urządza na polanie imprezę. Jerry i Tony zamawiają autobusy, które przywiozłoby staruszków i nastolatków do lasu i do szkoły. Na zabawie w szkole są nastolatki, a na imprezie w lesie są staruszkowie. Okazało się, że kasjerka w dworcu autobusowym zamieniła formularze.
- 9a) Naukowcy to my

Nauczycielka dostała wyniki quizu radiowego "Naukowcy to my" i postanowiła zrobić test, że trzy osoby z najlepszymi wynikami dostaną się do etapu okręgowego, który będzie w radio. W zeszłym roku zwycięzcy wygrali wycieczkę do piramid w Egipcie. Frank, Thomas i Eric chcieli pojechać do Egiptu i uczyli się w bibliotece, lecz nie udaje im się zdać testu. Maryen, Otto i Marlon dostali najlepsze wyniki i udział w etapie okręgowym. Niestety Marlon zachorował. Gdy prawie cała klasa (oprócz Jerry'ego, Franka, Thomasa i Erika) przyszła w odwiedziny, też zachorowali. Nauczycielka została zmuszona wysłać do konkursu Franka, Thomasa i Erika, lecz oni nie są zbyt inteligentni. Jerry zaproponował, że z pomocą encyklopedii i walkie-talkie zwyciężą konkurs. Nadszedł dzień konkursu. Niestety Frank niezbyt dobrze słyszał Jerry'ego i odpowiedział złe odpowiedzi. Okazało się, że Jerry postawił swoją bazę informacyjną przy wysokiej wieży radiowej. Druga drużyna wygrała wycieczkę do Egipskich piramid, a nagrodą pocieszenia Franka, Thomasa i Erika była wycieczka do akademii matematyki w północnej Finlandii.
- 9b) W namiocie

Jerry, Frank, Thomas i Eric zaproponowali pojechać do lasu pod namiot. Tymczasem koza uciekła z farmy i Frank spotkał farmera. Farmer mówił, że ten kto odnajdzie kozę to będzie miał nagrodę. Po odejściu farmera, Frank podarł plakat z kozą i nabrał wszystkich, że to kawałek listu gończego. Jerry, Frank, Thomas i Eric byli załamani, że będą mogli rozbić namiot w ogrodzie Thomasa, bo pozwoliła im to zrobić mama Thomasa ponieważ zaproponowała im wolny dostęp do popcornu z mikrofali. Podczas rozbicia namiotu, Jerry i paczka przypadkiem podarli namiot i wzięli namiot Jerry'ego. Jerry spakował do plecaka swoje gadżety do dowcipów. Gdy wszyscy poszli spać, Eric poszedł do domu nabierając resztę, że musi wziąć inną poduszkę. Thomas też uciekł do domu nabierając resztę, że chce mu się siusiu. Frank kłamał, że Thomas i Eric zwiali do domu, bo przestępca z listu jest na wolności. Jerry przestraszył Franka. Jerry i Frank wreszcie zasnęli. Kilka godzin potem, Jerry zaczął lunatykować i wyszedł z namiotu. Jerry lunatykował wokół namiotu. Frank pomyślał, że przestraszy Jerry'ego. Frank zauważył w śpiworze Jerry'ego kozę. Koza zaatakowała Franka i Frank zemdlał z powodu szoku. Następnego ranka mama Thomasa znalazła w namiocie Franka i kozę, a Jerry się obudził na huśtawce. Mama Thomasa widziała w sklepie plakat z kozą i zadzwoniła do farmera. Farmer przyjechał i podziękował Frankowi. Farmer mówi, że nagrodą będzie 10 dolarów albo dzień na farmie. Frank się trząsł ze strachu na widok kozy. Farmer z tego powodu mówił, że Frank spędzi dzień na farmie i pojechał z Frankiem i kozą na farmę.
- 9c) Bumerang

Nauczycielka postanowiła uczyć klasę o Australii. Jerry wyjawił, że ma tam przyjaciela, który jest aborygenem, ma naszyjnik zrobiony z zębów krokodyli, i przyjeżdża za tydzień. Jerry pokazał bumerang od przyjaciela. Frank chciał pierwszy uczyć się rzucać szybciej bumerangiem, by wrócił i nie trafił w cel. Jerry zaproponował, że ten kto pierwszy zdoła rzucić bumerangiem, by wrócił, dostanie pół dolara. Do czasu przyjazdu przyjaciela Jerry'ego, Frank ciągle ćwiczył rzucanie, lecz mu nie wychodziło. Przyjechał przyjaciel Jerry'ego, lecz był inny i nie pochodził z Australii. Nagle przyjaciel Jerry'ego wyjawił, że umie kogoś naśladować. Naśladował Jerry'ego, Franka, Lindę i nauczyciela WF-u. Frank nie był zadowolony, że jego teraz udają i rzucił bumerangiem, ale nie trafił w cel. Nagle bumerang wraca do Franka bardzo szybko i trafia w niego. Frank był nieprzytomny po trafieniu, ale i tak otrzymał od klasy pół dolara.
- 10a) Strach ma wielkie oczy

Linda ma urodziny. Tymczasem Jerry i Frank zostali wysłani przez nauczycielkę do magazynu, żeby wziąć książki o kwiatach. Niestety ten magazyn jest na piętrze... Gimnazjum! Okazało się, że ten z młodych dzieci, który się znajdzie na tym piętrze, zostanie zabity przez nastolatki. W czasie poszukiwań magazynu, Jerry i Frank się chowali przed nastolatkiem z krwawymi rękami. Po znalezieniu magazynu, Frank prosił Jerry'ego wejść samemu. Frank znowu zauważył nastolatka i usłyszał, że jeszcze ten nastolatek kogoś ujrzy to połamie temu kości. Frank uciekł do domu i udaje, że go boli brzuch. W dzień urodzin Lindy, Frank wraca do szkoły i tym razem Frank miał na sobie maskę narciarską, żeby się chronić przed nastoletnim krwiopijcą. Frank przegapił urodziny Lindy. Dzień później, klasa przyszła na przedstawienie i Frank zauważył tego nastolatka. Okazało się, że te słowa były tekstem na to przedstawienie.
- 10b) Szczęśliwy dzień Jerry'ego

Podczas powrotu do domu, Jerry został zaatakowany przez Tony'ego. Po ataku i gdy nadeszła burza, pies zaatakował Jerry'ego i Jerry uciekł do domu. Wuefista kazał Jerry'emu skosić trawę. Po koszeniu trawy, Jerry zjadł na kolację brukselkę. Gdy poszedł spać, anioł się pojawił i mówił, że jutro będzie lepiej. Nazajutrz wuefista zaprosił Jerry'ego na sobotni mecz hokeja i Jerry dostał na śniadanie naleśniki. Gdy Jerry przyszedł do szkoły, znalazł kartkę, że z powodu alarmu bombowego lekcje zostały odwołane do końca dnia. Jerry zadzwonił do Franka, że za 15 minut się spotkają na boisku i potem znalazł 50 dolarów na ziemi. Po przyjściu na boisko, Jerry zauważył Tony'ego i go pobił. Linda zaprosiła Jerry'ego na lemoniadę. Jerry chciał pokazać Lindzie swoje 50 dolarów, ale gdy zaglądał do kieszeni to nie było 50 dolarów. Jerry je znalazł na ganku. Anioł się pojawił mówiąc, że pomylił go z innym Jerrym i odleciał z 50 dolarami. Jerry wrócił do Lindy, ale Linda go nie wpuściła do domu oblewając go lemoniadą. Podczas powrotu do domu, pszczoły zaatakowały Jerry'ego. Jerry wskoczył do rzeki i popłynął do brzegu. Gdy wyszedł z rzeki, Tony się pojawił i ubrał Jerry'ego w trójkątną czapkę, ryby i kartkę z napisem JESTEM MIĘCZAKIEM. Wszyscy nabijali się z Jerry'ego. Gdy Jerry wrócił do domu, wuefista był wściekły na widok trójkątnej czapki i kazał posprzątać dom przez miesiąc. Mama Jerry'ego dała na kolację seler. Gdy Jerry poszedł spać, anioł wrócił z przeprosinami, ale Jerry go wykurzył z domu.
- 10c) Pułapka na dziewczyny

Jerry jest bardzo wściekły, że żadna dziewczyna się nie złapała w pułapkę. Tymczasem klasa pojechała na wycieczkę do.... więzienia! Jerry i paczka spotkali się z więźniem o imieniu Jimmy i dowiedzieli się czegoś o nim. Jimmy ucieka z więzienia udając, że go wypuszczono i kradnie wszystko z domu Jerry'ego. Chciał uciec, ale wpadł w pułapkę jak policja przyjechała. Następnego dnia, Jerry zauważył, że jego pułapka naprawdę działa i postanowił poczekać, aż następnym razem złapie w nią dziewczynę.
- 11a) Pchli targ

Nauczycielka mówiła klasie, że wycieczki nie będzie gdy klasa nie zbierze pieniędzy. Frank, Thomas i Eric postanowili zrobić pchli targ, ale nie wiedzieli, że ich podsłuchuje Jerry. Jerry postanowił pomóc i bez pytania rodziców o zgodę, wziął wazon z piwnicy. Nazajutrz Jerry pokazał wazon i Frank mu kazał być sprzedawcą. Jerry sprzedał wazon staruszce. Wieczorem mama Jerry'ego mówiła, że ciotka Miriam przyjeżdża. Wuefista kazał żonie przynieść z piwnicy wazon, który dostali od ciotki. Jerry odkrył, że to jego ciotki i pomyślał, że z pomocą Franka, Thomasa i Erika odzyska go. Nazajutrz Frank stawił Jerry'emu warunek, że ten kto odzyska wazon to dostanie nową baseballową rękawicę Jerry'ego. Thomas zaprowadził Jerry'ego, Franka i Erika do jej domu. Plany pokojowe nie wypaliły. Ksiądz przyszedł. Staruszka była wściekła i rzuciła wazon na niego. Ksiądz się pochyla, a Frank łapie wazon. Frank kazał Jerry'emu dać jutro rękawicę, albo spotka go ciągnięcie gaci. Jerry'emu udało się dojść z wazonem do domu, ale niechcący go stłukł. Mama Jerry'ego była wściekła na Jerry'ego za to co się stało i mówiła, że ten wazon przywiózł wuefista z Hiszpanii. Następnego dnia, Jerry nigdzie nie znalazł rękawicy. Jerry się spytał mamy gdzie się podziała jego rękawica i mama Jerry'ego wyjaśnia synowi, że sprzedała ją Lindzie, Mimmi i Tess, bo organizują pchli targ. Przez to Jerry'ego spotyka ciągnięcie gaci.
- 11b) Wszy

Linda, Mimmi i Tess robiły listę najprzystojniejszych chłopaków i wzięły Franka na ostatnie miejsce. Pojawiła się epidemia wszy. Higienistka postanowiła sprawdzić włosy klasy. Ten kto będzie miał wszy to zostanie w domu do czasu pozbycia się ich. Jerry i paczka postanowili opuścić lekcję z powodu wszy. Niektóre dzieci miały wszy, ale Jerry, Frank, Thomas, Eric, Linda, Mimmi i Tess nie byli zarażeni. Jerry postanowił, że jego bardzo malutkie mrówki pomogą. Nazajutrz Jerry położył na swojej, Franka, Thomasa i Erika głowie mrówki. W czasie wizyty w gabinecie higienistki, Frank podciągnął swój kołnierz, ale mrówki wyszły z głowy i weszły do bluzki. Jerry, Thomas i Eric natychmiast zostali odesłani do domu, ale Frank został w szkole, gdy nadeszła jego kolej na przegląd, okazało się, że nie ma ani jednej mrówki na głowie. Frank odkrył gdzie są mrówki, ale Linda, Mimmi i Tess nazywały go łysoniem. Wieczorem Linda, Mimmi i Tess oglądały mecz piłki nożnej i odkryły, że ich ulubiony gracz ogolił się na łyso. Postanowiły znowu ocenić łysych. Następnego dnia, Frank podsłuchiwał rozmowę Lindy, Mimmi i Tess, że oceniają łysych i Frank będzie pierwszy. Nagle pojawili się Jerry, Thomas i Eric, ale łysi, bo ich rodzice im obcięli włosy i Frank znowu spadł na ostatnie miejsce.
- 11c) Supermarket

Frank i jego matka przyjechali do supermarketu na zakupy. Frank był zły, bo jest zima, a nadal nie ma śniegu. Podczas zakupów, Frank natknął się na Thomasa i Erika i zauważyli Lindę, Mimmi i Tess patrzące się na zdjęcie Grega Swansona w dziale sportowym. Frank pomyślał, że chce mieć nowe narty. Jerry pojawił się też z mamą. Jerry mówił, że jest szybki w jeździe na nartach. Frank zauważył chłodnię i pomyślał, że zrobią tam wyścig. Jerry, Frank, Thomas i Eric weszli do chłodni i się ścigali. Jerry wyprzedził Franka, ale Frank go wyprzedził przy ostatnim okrążeniu. Frank został zahipnotyzowany, że wygrał, ale nie widział, że jedzie do zamrożonej wieprzowiny. Frank walnął się w wieprzowinę i jego jazda jest przerwana. Wypadek był tylko kilka metrów od mety. Jerry wygrał, ale sekundę potem obsługa klienta mówiła przez intercom, że ich mamy czekają przy wyjściu. Jerry, Thomas i Eric wyszli. Frank się ocknął. Wtedy pracownik supermarketu zamknął chłodnię, ale Frank nadal był w środku. Frank został uwięziony w chłodni i włączono zamrażanie. Frank był zamrożony i ocalony przez jednego ze sprzedawców. Frank został zaniesiony do wyjścia. Wszyscy jechali na nartach, bo już spadł śnieg. Mama Franka przymierzyła Frankowi narty. Jerry, Thomas i Eric popchnęli Franka, żeby zjechał z górki. Frank jechał w kierunku ciężarówki z lodami i do niej wpadł. Frank został uwięziony w ciężarówce. Ciężarówka odjechała i mama Franka ją goniła.
- 12a) Kuzyn ze wsi

Wychowawczyni klasy Paczki ogłosiła, że za tydzień odbędzie się szkolny bal. Wracając do domu Frank zapowiedział, że zatańczy z Lindą. Dzień przed balem Frank spotkał się z resztą Paczki na placu skate'owskim. Akurat przechodziły dziewczyny. Frank zaimponował Lindzie, świetną jazdą (trickiem?), na deskorolce. Korzystając z okazji zapytał Lindę, czy nie zatańczyłaby z nim na szkolnym balu. Linda zastanowiła się chwilę, po czym odpowiedziała, że jeszcze nad tym pomyśli. Parę godzin potem, gdy Frank wrócił do domu. Zadzwonił telefon. To była Linda. Powiedziała, że zatańczy z Frankiem. Ten zaniemówił z wrażenia. Jednak kilka minut później mama Franka upomniała go, że jutro przyjeżdża jego kuzyn. Frankowi zrzedła mina. Nie lubił swojego kuzyna. Sprawiał mu dużo obciachu. Frank, Thomas i Eric obmyślili plan. Zaprosili Jerry'ego do domu Franka. Frank gościnnie powiedział by Jerry sobie usiadł. Na krześle pod mięciutką poduszką gdzie miał usiąść Jerry były okulary kuzyna Franka. Jerry siadając zgniótł je! Frank powiedział wtedy Jerry'emu, że przez czas trwania balu, ma się opiekować jego kuzynem. Za ten doskonały pomysł Thomas i Eric, zażądali od Franka po 2 tańce z Lindą. Frank zgodził się. Nadszedł czas balu. Podczas gdy wszyscy wspaniale się bawili Jerry'ego spotykały liczne kłopoty (m.in. kuzyn Franka wywrócił motory gangsterów!). Gdy Thomas i Eric domagali się obiecanych 2 tańców Frank złamał obietnicę i odmówił. Wtedy ci wydali Franka. Chwilę potem wszedł Jerry z kuzynem Franka. Nauczycielka postanowiła, że królem balu zostanie kuzyn Franka. Frank załamany wyszedł z sali. Nagle podszedł do niego jego kuzyn i oddał mu koronę. Objęli się i wzruszeni wrócili do domu.
- 12b) Tajna misja

Thomas nie miał czasu pobawić się z kolegami i ciągle mówił, że musi coś zrobić. Tymczasem dom Lindy został zaatakowany przez karaluchy. Gdy Thomas znowu poszedł, Frank i Eric go śledzili i zauważyli na przystanku. Thomas pojechał autobusem do miasta. Jerry znikąd się pojawił i Frank i Eric mu mówili o Thomasie. Jerry, Frank i Eric postanowili odkryć tajemnicę Thomasa. Frank się przebrał za niewidomego i pojechał z Thomasem. Do autobusu wsiadła też grupa niewidomych dzieci. Ich nauczyciel zabrał Franka. Frank spędził resztę dnia ćwicząc alfabet Braillle'a. Frank wrócił bardzo późno do domu. Eric się przebrał za śmierdziela, ale nie został wpuszczony do autobusu. Przebrania nie pomagały. Jerry jechał taksówką za autobusem do miasta. Jerry dał 50 centów, ale za to został zmuszony robić samochody. Nazajutrz Frank coś zauważył w mieście. Frank namówił Jerry'ego, Erika, Lindę, Mimmi i Tess i poszli do miejsca, które Frank zobaczył. Zauważyli Thomasa tańczącego. Frank zrobił zdjęcie i pokazał wszystkim. Linda postanowiła, że taniec Thomasa uratuje jej dom od karaluchów.
- 12c) Hakerzy

Na przerwie po informatyce, Jerry włamał się do komputera w sekretariacie, żeby zmienić ich złe oceny na lepsze. Niestety Jerry się włamał do złego komputera. Samolot ShakeR869 spotkała usterka ta sama jak w komputerze sali informatycznej i samolot ominął lotnisko w Alpach. Samolot wylądował na ulicach Carlsonville. Córka Shake'a zabrała Thomasowi jego czapkę i z tego powodu Thomas dostał 100 dolarów. Jerry, Frank, Thomas i Eric zarabiali. Rodzina Shake'a wynajmuje wszystkie domy mieszkańców i mieszkańcy rozstawiają na boisku namioty jako nowe domy. W nocy przyszły burza i deszcz i zwiały z boiska namioty. Pozbawieni schronienia mieszkańcy spoglądali na swe wynajęte domy. Następnego ranka burza ucichła i deszcz przestał padać. Mieszkańcy zbierali swoje porozrzucane rzeczy gdy nagle usłyszeli syrenę alarmową. Strażacy opiekowali się mieszkańcami, którzy ocaleli w ataku burzy i deszczu. Shake dowiedział się, że został oszukany i postanowił polecieć na Jamajkę. Thomas czuł, że się rozstanie z czapką i ją zabrał przed odlotem samolotu. Kilka tygodni później skończył się rok szkolny. Jerry, Frank, Thomas i Eric zauważyli coś innego na swoich ocenach. Frank się wkurzał na Jerry'ego za oceny i zrobił mu ciągnięcie majtek za karę.
- 13a) Polowanie na łosia

Nadszedł czas na doroczne polowanie na łosia. Pan Bertwhistle i jego koło łowieckie byli gotowi na to. Wielki łoś został wygoniony z lasu i poszedł do domu Franka, gdzie tam grali Jerry i paczka. Frank, Thomas i Eric poszli do lasu pomimo protestów Jerry'ego. Po powrocie z lasu, Frank, Thomas i Eric zauważyli Jerry'ego z łosiem w pokoju Franka. Frank był wściekły na Jerry'ego i wszyscy się starali pozbyć łosia z domu. Jerry zauważył przez okno myśliwych. Jerry pomyślał, że jak będzie udawał łosicę, to łoś wyjdzie. Plan Jerry'ego się udał.
- 13b) Oszustwo i klątwa

Pewnego deszczowego wieczora Frank, Thomas i Eric wyszli z kina po 2 godzinach oglądania filmu o psychicznych torturach. Jerry ich przestraszył jak się pojawił. Jerry mówił, że w mieście jest wróżka i postanowił, że będą wrzucić szyszki do samochodu. Frank, Thomas i Eric mówili, że muszą się uczyć do jutrzejszej klasówki z historii. Jerry pomyślał, że będą zapytać wróżkę o odpowiedzi. Jerry, Frank, Thomas i Eric przyszli do wróżki zwanej Madame Claire Voyant i jej pudla. Jerry mówił, że potrzebne im odpowiedzi na sprawdzian z historii, ale wróżka mówiła, że przepowiednia o odpowiedziach kosztuje. Z tego powodu Jerry i Paczka poszli do domu. Nieoczekiwanie straszliwy pudel wymusił dla swojej pani mały spacer po parku. Jerry natychmiast wpadł na nowy pomysł. Jerry, Frank, Thomas i Eric wrócili do wozu wróżki, żeby pożyczyć jej kryształową kulę na parę godzin to sami mogliby ją zapytać o odpowiedzi do testu, ale wróżka wróciła bardzo szybko. Wróżka zauważyła zniknięcie kuli. Jerry, Frank, Thomas i Eric uciekli. Wróżka zauważyła kulę w ich rękach i rzuciła klątwę mówiąc WSZYSCY ZGINIECIE W PIEKIELNYM ŻARZE SŁOŃCA!. Klątwa wróżki grzmiała chłopcom w uszach gdy uciekali. Linda, Mimmi i Tess wybierały się do Mimmi, żeby obejrzeć film. Już zdążyły przygotować się do testu z historii. Wtedy podsłuchiwały Jerry'ego i pozostałych jak mówili, że będą spytać o odpowiedzi. Gdy Jerry, Frank, Thomas i Eric przyszli do domu Jerry'ego, kula podała im odpowiedzi mówiąc głosem Lindy(tak naprawdę to mówiła prawdziwa Linda będąc na dworze mówiąc przez wentylację). Podano złe odpowiedzi. Następnego dnia Jerry i Paczka przygotowali ściągi ze wszystkimi odpowiedziami. Frank schował swoją ściągawkę pod kurtkę. Nauczycielka spytała się Franka, że musi zdjąć kurtkę. Frank kłamie, że mu trochę zimno, bo nie chciał pokazać ściągawek. Gdy test się skończył, zaczęło świecić słońce i po raz pierwszy od dłuższego czasu zrobiło się ciepło. Promienie słoneczne i ciepło ożywiły całe miasteczko, a temperatura rosła, rosła i rosła. Dziennikarze mówili, że mieszkańcy czują się, że ktoś rzucił na nich klątwę. Paczka zaczęła się martwić, że to ta klątwa. W nocy Frankowi śniło się zaklęcie wróżki. Było tylko jedno wyjście z sytuacji: Oddanie kuli. Jerry musiał pójść sam, bo Frank myślał, że wróżka zmieni ich w robaki jak ich zobaczy. Jerry oddał kulę, ale zaatakował go pudel. Jerry uszedł z życiem, ale słońce nadal przypiekało. Następnego dnia nauczycielka oddała testy z historii i Jerry, Frank, Thomas i Eric dostali tylko pały. W telewizji mówili, że niedługo wszystko wróci do normy. Jerry, Frank, Thomas i Eric mówili, że klątwa to ściema, wróżka jest fałszywa, a kula jest sztuczna. Wrócili do wróżki, żeby ją zaatakować, ale wróżka ich złapała i zamieniła w dziewczynki. Wróżka odjechała, ale burza spaliła jej samochód.
- 13c) Wystawa gryzoni

Wuefista był gotowy na pokazanie pucharów i instrumentów z Afryki dziennikarzom z tygodnika Bohater, którzy będą w czwartek, żeby udzielić wywiadu. Nauczycielka mówiła klasie, że w środę będzie wystawa gryzoni i część artystyczna. Jerry i paczka postanowili być kapelą rockową i "pożyczyli" od wuefisty instrumenty. W czasie szykowania się z żoną na wyjście na wystawę gryzoni, wuefista zauważył brak instrumentów i mama Jerry'ego pomyślała, że poszukają instrumentów po powrocie do domu. Na wystawie gryzoni, jeden z gryzoni ucieka z klatki i się chowa w jednym z instrumentów wuefisty. Zaczął się występ Jerry'ego, Franka, Thomasa i Erika i wuefista był zaskoczony widokiem instrumentów. Gryzoń wydostaje się z instrumentu. Dochodzi do wielkiego zamieszania, które wuefista powstrzymuje. Pojawiają się dziennikarze. Zaczęli robić z wuefistą wywiad. Okazało się, że dziennikarze się umawiali z wuefistą na środę.
- 23b) Sprawy rodzinne

Tego dnia w szkole nauczycielka ględziła o nudnych sprawach, gdy nagle mówiła o odszukaniu przez uczniów czegoś o rodzinie i przodkach. Jerry więc po przybyciu do domu spytał mamę o takie dokumenty. W garażu znalazł Papier z narysowaną zieloną świnią. Okazało się bowiem że Jerry jest spokrewniony z Ernestem Zielonym bohaterem Carlsonnvile, by poszukać czegoś o zacnym przodku poszedł do biblioteki, gdzie okazało się, że jest spokrewniony ale... ze zdrajcą miasta Ernestem Żółtym, na przyjęciu Ingrid Berthwistle zobaczyła u mamy Jerry'ego pierścień, który dostał Ernest Zielony od Króla Persji. Czyli Jerry był spokrewniony z Ernestem Zielonym.
- 25a) Woźny

Pewnego dnia nauczycielka powiedziała klasie, że na lekcji biologii porozmawiają o ciele ludzkim. Zleciła też woźnemu przyniesienie modelu szkieletu oraz Arturowi (temu, który pojawił się w odcinku „Mój przyjaciel mrówka”) przyjechanie na jej lekcję. Jerry powiedział, że woźny miał żonę, która zniknęła w tajemniczych okolicznościach. Zaproponował sprawdzenia domu woźnego. Frank, Thomas, Eric, Linda, Mimmi i Tess poszli za jego pomysłem. To Jerry musiał dokonać oględzin jego piwnicy. Franek dał mu swoją latarkę. Okazało się, że okno w piwnicy jest otwarte, więc Jerry wszedł tam. Zauważył tam wszelakie rzeczy- od farb po gwoździe. Jednak znalazł szkielet- teraz to był dowód, że woźny to zabójca. Woźny usłyszał hałas z piwnicy, pobiegł do niej. Jerry chował się, aż wyszedł. Przypadkowo wypadła mu latarka Franka. Frank zapytał Jerry'ego, czy widział szkielet. Zapytał też o latarkę. Po jakimś czasie latarkę znalazł woźny. Następnego deszczowego dnia, Frank zauważył woźnego z siekierą i zemdlał. Po chwili Jerry przechodził i zauważył woźnego, który niesie szkielet i trzyma za rękę nieprzytomnego Franka. Zemdlał, a woźny odniósł obu chłopców do pielęgniarki. Okazało się, że woźny chciał oddać Frankowi latarkę.
- 28a) Nasz syn jest strusiem

Thomas od zawsze jest zainteresowany strusiami. Tymczasem struś ucieka z cyrku. Thomas natyka się na strusia. Thomas gubi czapkę i ona ląduje na głowie strusia. Thomas ma wypadek i trafia do szpitala. Thomas jest tak ranny, że nic nie wiadomo o jego rodzicach. Tymczasem Jerry, Frank, Eric, Linda, Mimmi, Tess i rodzice Thomasa widzą strusia i myślą, że to Thomas, bo struś ma na głowie czapkę. W programie TV pokazują strusia z czapką Thomasa. Thomas to widzi w TV i ucieka ze szpitala. Właściciel strusia widzi swoje zwierzę w TV. Thomasowi udaje się odzyskać czapkę, a struś wraca do właściciela. Thomas postanawia porzucić zainteresowanie strusiami.
- 28b) Granica wieku

Jerry i paczka mają dosyć tego, że wszyscy ich traktują jako małe dzieci. Tony przez przypadek uderza piłką w głowę Jerry'ego. Gdy Jerry się budzi, przed nim i paczką pojawia się anioł, który im daje urządzenia, które postarzają. Urządzenia działają i Jerry i paczka są starsi. Jerry i paczka zaczynają być lubiani w mieście. Nagle urządzenia się psują i Jerry i paczka robią się bardzo starzy. Frank oskarża o to Jerry'ego i dochodzi do walki przed kinem. Właścicielka kina dzwoni do domu starców. Jerry i paczka zostają zawiezieni do domu starców. Jerry i paczka chcą być z powrotem dziećmi, więc uciekają z domu starców i znajdują anioła, który zepsuł urządzenia gdy chciał je naprawić. Jerry i paczka na zawsze będą staruszkami. Tony znowu przez przypadek trafia Jerry'ego w głowę piłką. Wszystko okazuje się być snem Jerry'ego.
- 30b) Przeprowadzka

Frank, Thomas i Eric chcieli się pozbyć Jerry'ego. Rodzina Jerry'ego dostała list, że ich głowa będzie prezesem związku sportowego. Rodzina Jerry'ego znowu się wyprowadziła. Gdy rodzina Jerry'ego przyjechała do nowego domu, Jerry poznał nowych kolegów, którzy byli przeciwieństwem Franka, Thomasa, Erika, Lindy, Mimmi i Tess. Rodzina Jerry'ego dowiedziała się, że ten kto wysłał list pomylił domy i z tego powodu rodzina Jerry'ego znowu się wyprowadziła do Carlsonville. Tymczasem Frank, Thomas i Eric próbowali się dostać do domu Johnsonów, żeby poskakać na trampolinie Mimmi, ale ciągle nie zostali wpuszczeni.
- 34a) Sądny dzień

Rodzice każą Jerry'emu i paczce wyjść z domu w czasie burzy. Chłopcy chowają się w lesie. Deszcz przestaje padać. Całe miasto (oprócz Jerry'ego, paczki i pana Bertwhistle'a) jedzie na plażę. Jerry i paczka myślą, że wszystkich porwali kosmici i zaczynają się bawić. Lecz zostają nakryci przez policję. Za karę Jerry i paczka muszą pomagać na plaży. Deszcz znowu zaczyna padać i wszyscy idą do domu. Jerry mówi, że będzie powódź i wszyscy zaginą, i tylko on i paczka zostaną. Lecz Frank tylko goni Jerry'ego po całej plaży.
- 35b) Gazetka szkolna

Nauczycielka mówiła, że będzie gazetka szkolna i pisali gazetkę Maryen, Otto i Hirma. Tymczasem mama Franka mówiła Frankowi, że jutro będzie test z angielskiego. Frank kłamał, że się nauczył (tak naprawdę Frank się nie nauczył). Z tego powodu Frank dostał pałę i został zmuszony pisać gazetkę, żeby jego rodzice nie dowiedzieli się o teście Franka. Jerry, Thomas i Eric musieli pomóc Frankowi. Gazetka Maryen, Otta i Hirmy nazywa się Czytaj i ucz się, a Jerry'ego i paczki Ciężkie czasy. Chłopcy zaczęli pisać. Linda, Mimmi i Tess dowiedziały się o Ciężkich czasach i zaproponowały, że też zrobią gazetkę. Jerry wziął cudze zdjęcia, żeby nie dopuścić do tego, że Linda, Mimmi i Tess wygrały. 7 reporterów wzięło mnóstwo zdjęć. Linda, Mimmi i Tess opublikowały wyniki testu Franka z angielskiego. Nauczycielka była zła na Franka i Lindę za walkę gazet. Reporterami stali się Maryen, Otto i Hirma. Frank próbował ukarać Jerry'ego za zdjęcia, ale jego matka się pojawiła ze złością: Mama Franka dostała artykuł Lindy, Mimmi i Tess o wynikach testu Franka. Mama Franka dała Frankowi szlaban i kazała mu co każdy wieczór się uczyć.

## Wersja polska
Lektorska: wersja polska: Eurocom Studio, czytał: Tomasz Knapik

Dubbingowa:

Opracowanie wersji polskiej: na zlecenie Jetix IZ-Text Katowice,
Udźwiękowienie i montaż: Iwo Dowsilas i Mirosław Gągola,
Tekst polski: Anna Hajduk,
Reżyseria: Ireneusz Załóg

W polskiej wersji wystąpili:
- Jakub Skupiński – Jerry
- Dariusz Stach – Frank, Roy Johnson
- Izabella Malik – Eric
- Anita Sajnóg – Thomas, Mimmi
- Magdalena Korczyńska – Tess, Nauczycielka
- Ireneusz Załóg – Ksiądz Dick, Złośliwy Oscar
- Tomasz Śliwiński – Ojciec Jerry'ego
- Gwary: Renata Spinak, Ryszarda Celińska, Andrzej Warcaba, Maciej Walentek i inni